# Spieniony metal

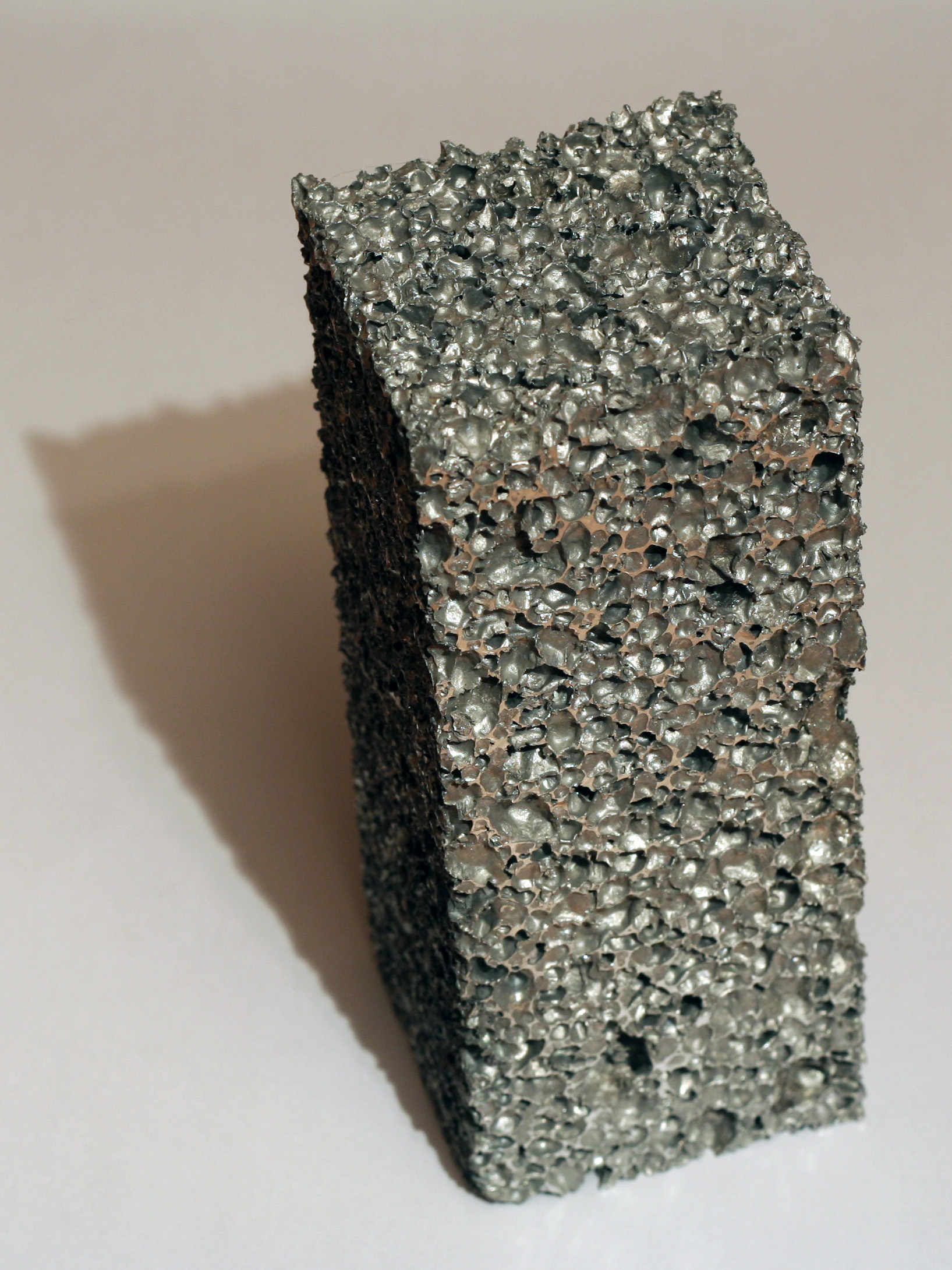
Spienione aluminium

Spieniony metal (pianka metalowa) - materiał metaliczny zawierający w swej objętości znaczną liczbę wypełnionych gazem porów. Wyróżnia się pianki o porach otwartych oraz o porach zamkniętych.
Do zalet pianek metalowych należą:
- mała gęstość przy zachowaniu podobnych do metali właściwości mechanicznych
- własności termoizolacyjne
- zdolność tłumienia wstrząsów i dźwięków
- zdolność pochłaniania energii zgniotu

Właściwości spienionych metali sprawiają, że są one potencjalnym materiałem konstrukcyjnym w przemyśle środków transportu, przemyśle elektrotechnicznym (zastosowania w konstrukcji akumulatorów, ogniw paliwowych i superkondensatorów) czy w produkcji aparatury chemicznej.